# 张名扬
张名扬（1998年8月16日—），中国综合格斗运动员，现效力于UFC轻重量级。出生于安徽省阜阳市太和县，因其迅猛的进攻风格被冠以“下山虎”绰号，目前保持着职业MMA比赛100%首回合终结率的纪录。

## 早期经历
张名扬7岁随舅习武，12岁进入少林寺接受系统训练，14岁入选山西省散打队。2018年3月，年仅19岁的他在俄罗斯举行的首届MMA综合格斗世界青年锦标赛中夺得93公斤级金牌，成为首位获得该赛事冠军的中国选手。

## 职业生涯
2022年6月通过“UFC精英之路”选拔赛首回合KO乔治·托科斯，成为当年首位签约UFC的中国选手。
2024年2月18日UFC首秀中，101秒KO巴西选手布伦德森·里贝罗，创下中国男子大级别选手UFC首胜纪录。
2024年11月23日澳门站，首回合145秒TKO美国选手奥斯曼·迪亚兹，连续两场获“最佳表现花红”。
2025年4月27日，在美国堪萨斯城举行的UFC联合主赛中，首回合TKO轻重量级排名第14的前冠军挑战者安东尼·史密斯，成为首位进入UFC官方排名前十五的亚洲大级别选手，并实现UFC三连胜且全部收获花红。

## 个人生活
张名扬已婚，妻子在其职业生涯中给予重要支持。他曾在采访中表示：“听老婆的话让我在擂台上更专注”。